# Juraraneus rasnitsyni
Juraraneus rasnitsyni Eskov, 1984 è una specie di ragni fossili del sottordine Araneomorphae.
È l'unica specie del genere Juraraneus, che è l'unico genere della famiglia Juraraneidae

## Descrizione
La famiglia ha varie caratteristiche in comune con i ragni appartenenti alla famiglia Araneidae.

## Distribuzione
Si tratta di una famiglia estinta di ragni i cui esemplari sono stati rinvenuti in Transbaikalia. Essi risalgono al Giurassico.

## Tassonomia
A marzo 2015, di questa famiglia fossile è noto un solo genere, composto da una sola specie:
- Juraraneus Eskov, 1984 †, Giurassico
  - Juraraneus rasnitsyni Eskov, 1984 †, Giurassico